# 布尔索
布尔索（法語：Boursault，法語發音：[buʁso]）是法国马恩省的一个市镇，属于埃佩尔奈区。

## 地理
布尔索（49°3'37"N, 3°50'41"E）面积16.45 平方千米，位于法国大東部大區马恩省，该省份为法国东北部内陆省份，北起阿登省，西北接埃纳省，西南接塞纳-马恩省，南至奥布省，东南接上马恩省，东临默兹省。
与布尔索接壤的市镇（或旧市镇、城区）包括：旺特伊、圣马丹达布卢瓦、达姆里、埃佩尔奈、厄伊、沃谢讷、克尔德拉瓦莱。

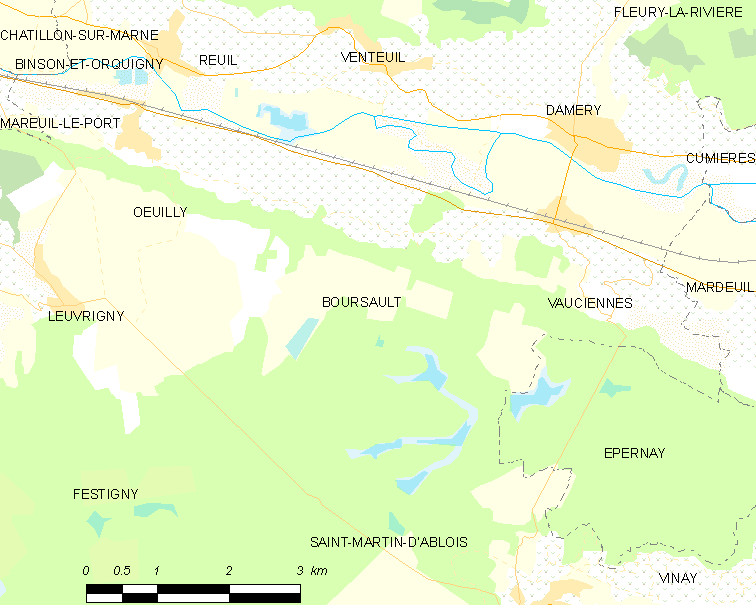
布尔索的OSM定位图

布尔索的时区为UTC+01:00、UTC+02:00（夏令时）。

## 行政
布尔索的邮政编码为51480，INSEE市镇编码为51076。

## 政治
布尔索所属的省级选区为多尔芒-香槟景县。

## 人口

1962-2008年间布尔索人口变化图示

布尔索于2022年1月1日时的人口数量为407人。